# Ramón de la Cruz
Don Ramón de la Cruz Cano y Olmedilla (Madrid, 28 de marzo de 1731 - ibíd, 5 de marzo de 1794) fue un dramaturgo español, considerado como uno de los definidores del casticismo madrileño en el contexto del «arte nuevo de hacer comedias» expresado en forma de sainete o entremés.

## Biografía
No se tienen muchos datos sobre su vida. Se sabe que a los trece años vivía en Ceuta, ciudad donde su padre desempeñaba un empleo administrativo, y ya componía décimas. A los quince años un amigo suyo publicó en Madrid sin nombre un Diálogo cómico suyo. En 1759 estaba empleado en la administración de prisiones y se casó al año siguiente con Doña Margarita Beatriz Magán Melo de Bargas, que le daría al menos cinco hijos, uno de los cuales (Antonio Ramón de la Cruz Cano y Olmedilla) sería futuro comandante general de la artillería española en la batalla de Bailén. Estudió humanidades y gozó de la protección del duque de Alba, quien acostumbraba a llevarlo en sus viajes, y de la condesa de Benavente, para cuyo teatro privado compuso varios sainetes, así como de su hija, la duquesa de Osuna. En la Academia de la Arcadia tenía el nombre de Lariso Dianeo.
Durante su juventud escribió tragedias y comedias en las que imitó singularmente a Pietro Metastasio, Jean Racine y Voltaire. Tradujo también obras de estos autores y produjo una versión de Hamlet de Shakespeare a través de la adaptación francesa de Jean-François Ducis. También adaptó algunos textos del teatro clásico español, como Andrómeda y Perseo de Calderón e Ifigenia de José de Cañizares. Por último se consagró al sainete popular con gran éxito, de los que produjo más de trescientos, lo que le atrajo la hostilidad de los estilistas del Neoclasicismo, partidarios de un arte más idealizado y educativo. Por ejemplo, de Casimiro Gómez Ortega, que publicó sobre él un Examen imparcial de la zarzuela intitulada "Las labradoras de Murcia" e incidentalmente de todas las obras del mismo autor (1769). Muy probablemente esta animadversión se debía a los favores con que le distinguió el Ayuntamiento de Madrid, que le permitieron ejercer un gran dominio sobre la vida teatral de la Corte, hasta el punto de que llegó a ser el verdadero director de los teatros madrileños de la Cruz y del Príncipe, cuya programación estaba en sus manos, recibió, además, muchos honores y distinciones públicas; su apogeo se produce en el año 1773, cuando cae el gobierno del Conde de Aranda, protector de la estética neoclásica.
El propio Ramón de la Cruz intentó reunir su obra, que publicó en una colección incompleta de diez tomos (1786-1791). Escribió un total de 542 obras, entre dramas, sainetes y zarzuelas. Fue uno de los mejores amigos del pintor Francisco de Goya. Enfermo de neumonía en 1793, logró sanar, pero no recobró completamente la salud y tuvo tres recaídas, en la última de las cuales falleció.

## Obra

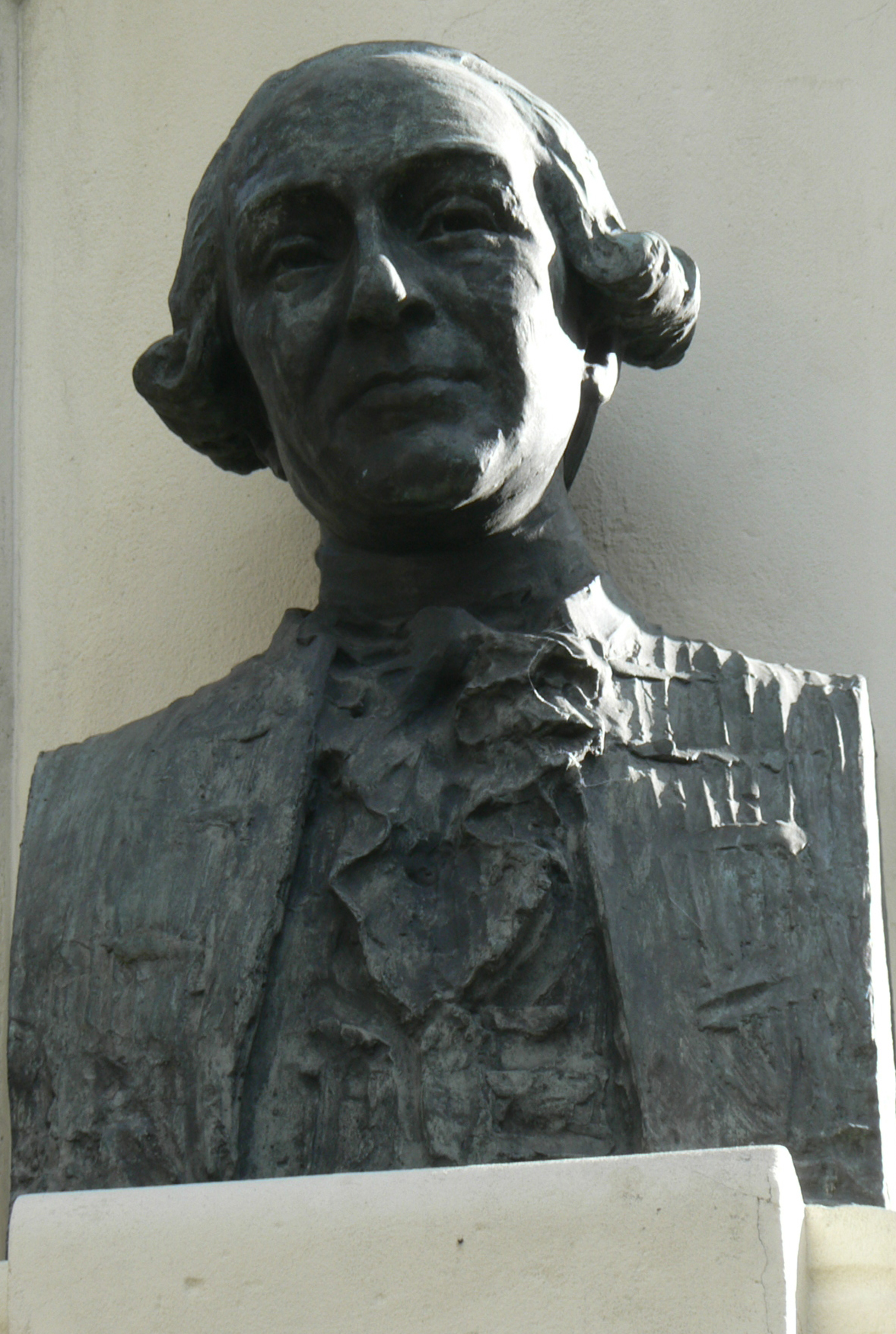
Busto de Don Ramón de la Cruz del Monumento a los Saineteros Madrileños (Madrid, Lorenzo Coullaut, 1913).

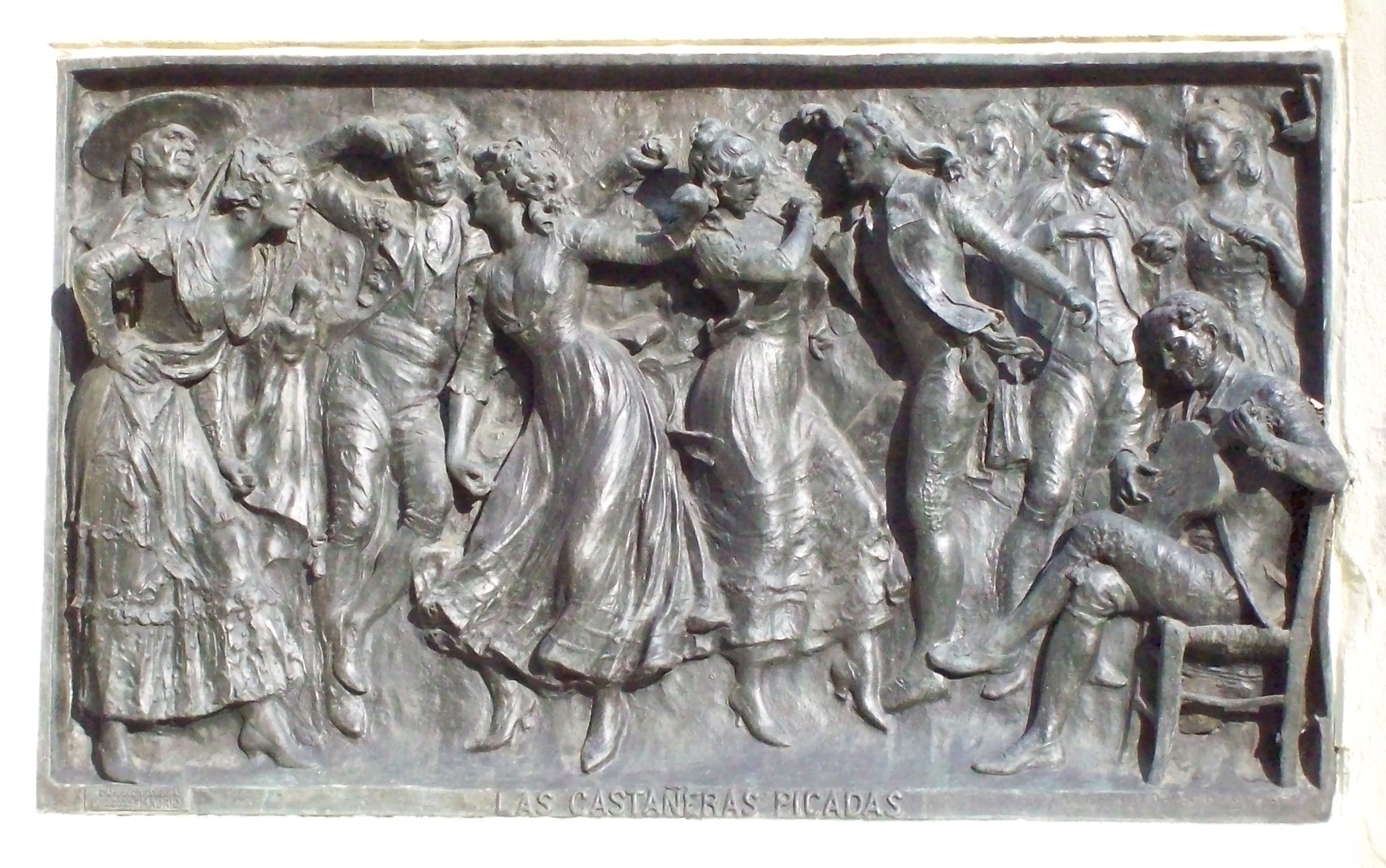
Las castañeras picadas. Relieve del Monumento a los Saineteros Madrileños (Madrid, Lorenzo Coullaut, 1913).

Fuera de su periodo inicial en que escribió traducciones, imitaciones y adaptaciones de trágicos franceses e italianos (Racine, Voltaire, Ducis, Beaumarchais, Metastasio y Apostolo Zeno), escribió también comedias (Marta abandonada) y zarzuelas (El tutor enamorado; Las segadoras de Vallecas, 1768; Las labradoras de Murcia, 1769; Las foncarraleras, 1772; El licenciado Farfulla, 1776, etc.), si bien es sobre todo conocido por su obra de la última época, los más de 300 sainetes que escribió (pequeños apuntes costumbristas de asunto humorístico, llenos de música y canciones, compuestos con agilidad y gracia en verso), en los que trata y retrata al Madrid de su tiempo. El más famoso es seguramente Manolo, donde se parodian las comedias heroicas que eran pasto habitual de los teatros de ese tiempo, describiendo con lenguaje arrabalero y propio de los bajos fondos el regreso de un hampón recién salido de la cárcel a Madrid desde un presidio africano, ambientes que Ramón de la Cruz conocía bien (como ya se ha dicho, fue funcionario de prisiones y vivió en Ceuta) y parodiando las situaciones trágicas de dichas comedias.
En efecto, un importante grupo de estos sainetes lo constituyen las parodias de tragedias neoclásicas francesas en estilo solemne y endecasílabo en romance heroico: Manolo, Inesilla la de Pinto y Zara, por ejemplo. En estas dos últimas parodia la Inés de Castro de La Motte y la Zaira de Voltaire respectivamente. Otro grupo lo constituyen aquellos en los que describe los procedimientos teatrales coetáneos: El teatro por dentro, El coliseo por defuera, El sainete interrumpido, etc. Sin embargo, el grupo más característico, el que justifica su poética de "yo escribo, y la realidad me dicta" son los referentes a las costumbres madrileñas, en general también presentes en los grupos anteriores: El Prado por la noche; Las tertulias de Madrid; La víspera de San Pedro; La maja majada; Las castañeras picadas; El Rastro por la mañana; La pradera de san Isidro, etcétera.
Un grupo de sus sainetes tienen fuente francesa; Ramón de la Cruz recurrió sobre todo a Marc-Antoine Legrand (13 piezas), Louis Carrogis Carmontelle (10), Molière (7) y François-Charles Panard (6), y más ocasionalmente a Marivaux, Charles-Simon Favart, Florent Carton Dancourt y otros.

## Ediciones
- Teatro, o colección de los sainetes y demás obras dramáticas de Don Ramón de la Cruz y Cano Madrid, Imprenta Real, 1786-1791, 10 vols.
- Colección de sainetes: tanto impresos como inéditos. Tomo I de Ramón de la Cruz; con un discurso preliminar de Agustín Durán y los juicios críticos de Martínez de la Rosa, Signorelli, Moratín y Hartzenbusch, Madrid, Yenes, (Gabinete literario; Librería europea de Hidalgo, imp.), 1843.
- Sainetes inéditos de Don Ramón de la Cruz existentes en la Biblioteca Municipal de Madrid y publicados por acuerdo del Excmo. Ayuntamiento de esta Villa, Madrid, Imprenta Municipal, 1900
- Sainetes de Don Ramón de la Cruz: en su mayoría inéditos. Tomo I. Colección ordenada por Emilio Cotarelo y Mori, Madrid: Bailly Baillière, 1915 t. I, y 1928 t. II.
- Ocho sainetes inéditos de Don Ramón de la Cruz editados, con notas, según autógrafos existentes en la Biblioteca municipal de Madrid por Charles Emil Kany, Berkeley: University of California Press, 1925.
- Teatro sobre Teatro. Seis sainetes inéditos. Edición de Antonio Díez Mediavilla, Alicante: Biblioteca Virtual Miguel de Cervantes, 2004.